# كامي (كوتشي)
مدينة كامي (بالإنجليزية: Kami)‏ هي أحد المدن التابعة لمحافظة كوتشي. تأسست رسميًا في 01/03/2006. ويقدر عدد سكانها بـ 29144 نسمة حسب تقدير مكتب الإحصاء الياباني لعام 2012. تبلغ مساحة كامي 538.22 كم2. بكثافة سكانية تبلغ 54.1 نسمة/كم2.

## توأمة
لكامي (كوتشي) اتفاقيات توأمة مع:
- شاكوتان (20 يونيو 2002 - )